# کوکوی رنگ‌پریده
کوکوی رنگ‌پریده (نام علمی: Cacomantis pallidus) نام یک گونه از تیره کوکویان است.